# Josina Papenfuß
Josina Papenfuß (24 de septiembre de 2000) es una deportista de Alemania que compite en atletismo. Ganó una medalla de bronce en el Campeonato Europeo de Atletismo Sub-20 de 2019, en la prueba de 3000 m obstáculos.